# RUSH!
『RUSH!』（ラッシュ）は、2001年6月23日公開の瀬々敬久監督による日本映画である。韓国映画『シュリ』の悲劇の北朝鮮女テロリスト役で注目されたキム・ユンジンの日本映画初出演が話題になった。
第16回高崎映画祭最優秀監督賞受賞。

## 惹句
LOVE&MONEY!

## スタッフ
- 監督：瀬々敬久
- 脚本：井土紀州、瀬々敬久
- ゼネラルプロデューサー：遠藤秀仡
- 企画：あいかわ翔、神野智
- プロデューサー：下田淳行、岡田真、ユン・スンヨン
- 撮影：林淳一郎
- 音楽：安川午朗
- 主題歌：「Festa」川村結花
- 美術：丸尾知行
- 編集：菊池純一
- 録音：三澤武徳
- スクリプター：田中小鈴
- スチール：奥川彰
- 助監督：吉村達矢
- 照明：豊見山明長
- 製作：エルクインフィニティ
- 製作協力：ツインズジャパン
- 配給：スローラーナー

## キャスト
- キム・ユンジン：ソヨン
- 哀川翔：昌也
- 柳葉敏郎：島崎
- 大杉漣：成瀬
- 阿部寛：安藤
- 麻生久美子：靖子/美香(二役)
- 千原浩史（現・千原ジュニア）：徹
- ハニホー・ヘニハー：コパルデ
- 峰岸徹：孫浩烈
- 山口祥行：キム
- キム・テイ：リー
- 竹内力：マチキン
- 土平ドンペイ：マチキン
- 青田典子：仁美
- 中野英雄：バンジージャンプの係員
- 乙葉：水着ギャル
- 港雄一：老人
- 川本淳一
- 松村冬風：湯治客
- 春海四方：湯治客
- 西村華景：湯治客

## ストーリー
韓国人大富豪･孫（峰岸徹）が経営する焼肉屋で板前をやっているしがない男・昌也（哀川翔）は、ある日偽装誘拐を持ちかけられる。依頼したのはアメリカ帰りのハネッ返りな孫の令嬢･ソヨン（キム・ユンジン）で、彼女自らが被害者役を演じる。二人は喧嘩しながらも身代金5000万円奪取計画を進行させるのだが、金を奪う前に孫が突然殺される想定外の事態が起こった上に孫殺しの容疑も掛けられ、追われるハメに。そのドタバタには悪徳刑事コンビ、ホスト、謎の外国人、うだつの上がらないサラリーマンまでもが更に加わり、事態は混沌の度合いを深めて行く。そんな状況の中でも昌也とソヨンは相変わらず日本語と韓国語でお互いの感情をぶつけ合っていたが、本人同士気づかない内なんとなく心が通じ合い始めていた。日韓ツンデレ・カップルの運命や如何に？

## エピソード
- 哀川翔はこの映画で主演とプロデュース（“あいかわ翔”名義）を兼業しているが、当初は“SWITCH”というタイトルで『BAD GUY BEACH』（1995年）に続く“あいかわ翔監督二作目”として企画され、脇に回る予定だった。だが韓国からキム・ユンジンがヒロイン役に招かれることが決まり、哀川がそのバランスを取るため主役も担当することになり、監督兼業でかなり苦労した教訓から両立は困難と判断し、監督補としてオファーしていた瀬々敬久監督にメガホンを全面委託。
- キム・ユンジンは役柄同様アメリカ育ち。だから「韓国人というよりアメリカ人のメンタルを持っている」と、DVDメイキングにて瀬々監督が彼女を評していた。
- 最近は見られなくなったが、時間軸のシャッフルと、予め結末めいたものを冒頭に示しながら、いざラストになったらそれとは異なる結末を持ち出し、観る者を呆気に取らせる“裏切り”が瀬々作品の特徴の一つだった。この映画でも柳葉敏郎が投げ付けた身代金入りバッグが逃避行中の哀川とユンジンが乗った車に偶然当たったために横転し二人が事故死することを何度も示しながら、ラストではそのバッグがなんと空を切り、そのまま逃げ延びて行く。
- 千原ジュニアは初日舞台挨拶でキム・ユンジンがたどたどしい日本語で挨拶した直後にウケ狙いでワザとユンジン風に挨拶したら、それが思い切りスベッてしまい、芸人としてのプライドが傷ついたことを、「ダウンタウンDX」や「笑っていいとも!増刊号」の放送終了後トーク等で時々自虐ネタとして語っている。
- 千原がレギュラー出演している久米宏司会のトーク番組「クメピポ! 絶対あいたい1001人」（2009年6月3日放映）に哀川がゲスト出演。トークの流れから『RUSH!』撮影裏の話題になり、千原がバンジージャンプするシーンで「コイツビビリ過ぎたんで、（飛ぶ瞬間は）仕方なく吹き替えを使った」と哀川が暴露すれば、千原も「撮影現場で哀川さんが、まるで子供のように蝶々を追いかけていた」とやり返す一幕があった。
- 『木更津キャッツアイ』や『ゼブラーマン』で哀川を起用したことがある宮藤官九郎は、今までの哀川主演作の中で好きな作品として必ずこの映画を挙げている。
- 哀川は2006年1月から発売されたトヨタ自動車新ブランドのCMに出演していたが、その車のネーミングもトヨタ・ラッシュであった。